# Overlaat van Linne
De Overlaat van Linne is een gebied van Maasoevers ten noorden van de Stuw Linne en maakt deel uit van de Lus van Linne en ligt ten zuidwesten van Roermond in de provincie Limburg. Dit gebied kwam tot stand bij de aanleg van de stuw in de jaren 20 van de 20e eeuw.
Het gebied is een uitbreiding van het doorstroomgebied van de Maas en treedt in werking boven een afvoer (debiet) van omstreeks 1600 m³/s, waardoor een bypass van de stuw wordt gecreëerd en de afgesneden Maasbocht watervoerend wordt.
Tot 1997 werd dit gebied beweid door vee, maar sindsdien vond natuurontwikkeling plaats. Hoewel eigendom van Rijkswaterstaat, kwam het vanaf 2000 in beheer bij de Stichting Limburgs Landschap.
Sedert 1997 wordt het gebied begraasd door Konikpaarden en later ook door Gallowayrunderen.

## Plantengroei
Het gebied kent veel grind aan de oppervlakte en was, voordat op natuurontwikkeling werd ingezet, al een vindplaats van plantensoorten als gewone agrimonie, witte munt, wilde marjolein en kleine pimpernel. Een inventarisatie in 1997 leverde daarnaast ook de aanwezigheid van rapunzelklokje, Engelse alant, grote leeuwenklauw, ijzerhard, zacht vetkruid, mottenkruid en aardbeiklaver op.
Na 1997 konden deze soorten zich beter ontwikkelen en ontstonden bloemrijke grindgraslanden waardoor, naast de al gevonden soorten, ook rode ogentroost, kruisbladwalstro, wit vetkruid en kruipend zenegroen werden aangetroffen. Ook rivierfonteinkruid was veelvuldig aanwezig.

## Dieren
Tot de broedvogels behoren knobbelzwaan, grasmus en holenduif, grauwe gans, putter, kneu, bosrietzanger, spotvogel en krakeend.
Er werden 16 soorten libellen waargenomen, waaronder blauwe breedscheenjuffer, kanaaljuffer en kleine roodoogjuffer. Vanaf 2006 werden ook de vuurlibel en de beekrombout gezien, en in 2004  werd de zuidelijke keizerlibel aangetroffen. Het aantal soorten dagvlinders bedroeg 17, waaronder kleine vuurvlinder, icarusblauwtje, bont zandoogje, bruin zandoogje en gehakkelde aurelia. Het aantal aangetroffen sprinkhaansoorten bedroeg 7, waaronder gouden sprinkhaan in 2006, bramensprinkhaan en zuidelijk spitskopje. 
Andere in het gebied waargenomen dieren zijn meerkikker en bever (sinds 2004).